# بافت‌مردگی بی‌خونی
بافت‌مردگی بی‌خونی یا آواسکولار نکروز (به انگلیسی: avascular necrosis) نوعی بیماری است که در آن سلول‌های استخوان به علت اختلال در خون‌رسانی درست به این سلول‌ها می‌میرند. بدون خون، سلول‌های استخوان می‌میرند و استخوان دچار فروپاشی می‌شود. این بیماری بیشتر در سه استخوان بدن که خون‌رسانی کمی دارند یعنی در سر استخوان ران، استخوان تالوس و استخوان هلالی مچ دست دیده میشود.

## آناتومی
استخوان یک بافت زنده است و حاوی سلول‌هایی به نام استئوسیت بوده که موجب رشد و استحکام آن می‌شوند. سر استخوان ران هم یک استخوان زنده بوده و استحکام آن مدیون فعالیت مداوم سلول‌های آن است که با نشاندن دائم املاح کلسیم بر روی داربست استخوانی موجب حفظ استحکام آن می‌شوند.
استخوان مانند هر بافت دیگری برای زنده ماندن نیاز به اکسیژن و مواد غذایی دارد و این مواد از طریق جریان خون به آن می‌رسند. رگ‌هایی که خون را به سر استخوان ران میرسانند عمدتاً از داخل و اطراف گردن استخوان ران به آن وارد می‌شوند. سر استخوان ران فقط همین یک مسیر خون‌رسانی را دارد و در صورت اختلال انتقال خون از این مسیر راه جایگزین دیگری وجود ندارد.

## آواسکولار نکروز سر استخوان ران
در بیماری بافت‌مردگی بی‌خونی یا سیاه شدن سر استخوان ران عملکرد رگ‌هایی که خون را به سر استخوان ران می‌رسانند دچار اشکال شده و خون به اندازه کافی به سر استخوان ران نمی‌رسد.
شکستگی گردن استخوان ران (مثلاً به دلیل تروما) می‌تواند موجب بروز این مشکل شود. بدنبال کاهش یا قطع خون‌رسانی به سر استخوان ران، سلول‌های آن می‌میرند. مرگ سلول‌ها موجب می‌شود بعد از مدتی استخوان سفتی و قوام خود را از دست داده و نرم شود.
مصرف داروها و مواد حاوی کورتیکواستروئید هم از علل شایع بروز این بیماری است.
سر استخوان ران در مفصل ران تحت فشار نیروهای بسیار قوی قرار دارد که عمدتاً بر اثر وزن بالا تنه به آن وارد می‌شود. سر استخوان ران در حالت عادی به راحتی این نیروها را تحمل می‌کند ولی وقتی استخوان ضعیف و نرم شده باشد نمی‌تواند این فشارها را تحمل کند.
این نیروها و فشارها بتدریج موجب تغییر شکل سر استخوان ران می‌شوند. سطح بالایی سر استخوان که بیشترین نیروها به آن وارد می‌شود بتدریج صاف و تخت شده و حالت گرد و کروی خود را از دست می‌دهد.
بدنبال تغییر شکل استخوان، چون یکی بودن و هماهنگی انحنای سر استخوان ران Femur و حفره حفره حقه‌ای Acetabulum تغییر کرده‌است، حرکت این دو در ناحیه مفصل به راحتی صورت نگرفته و سایش این دو سطح ناهماهنگ، آرام آرام موجب ساییدگی مفصل می‌شود.
در روند بافت‌مردگی (نکروز) و مردن سر استخوان ران معمولاً غضروفی که سر استخوان ران را پوشانیده هم بدون حمایت استخوان زیرین بتدریج از بین می‌رود و این تخریب غضروفی روند ساییدگی را شدت می‌دهد.
این بیماری در زبان عامیانه به سیاه شدن سر استخوان ران یا مفصل لگن معروف است. به نکروز سر استخوان ران در بچه‌ها بیماری پرتس میگویند.

## علت بیماری
شکستگی گردن استخوان ران و استفادهٔ بیش از حد از استروئیدها شایعترین علل این بیماری هستند. شیمی‌درمانی، مصرف بیش از اندازه الکل، فشارخون بالا، واسکولیت هم میتوانند موجب بروز این بیماری شوند.

## نگارخانه

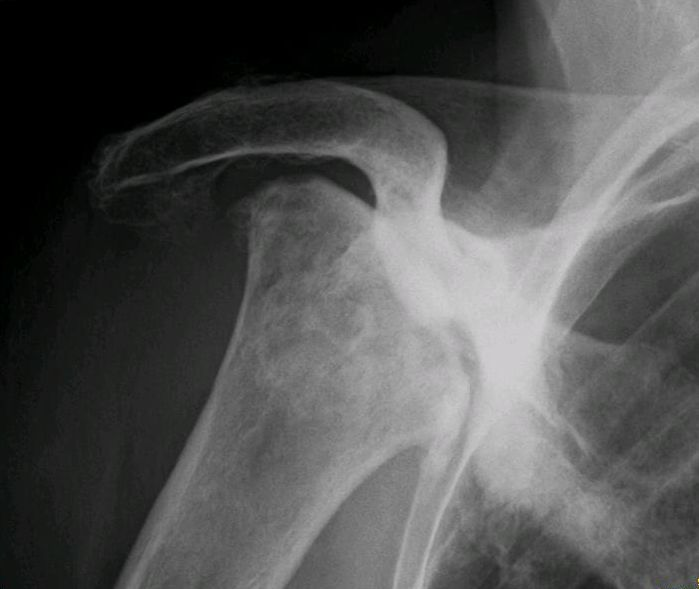
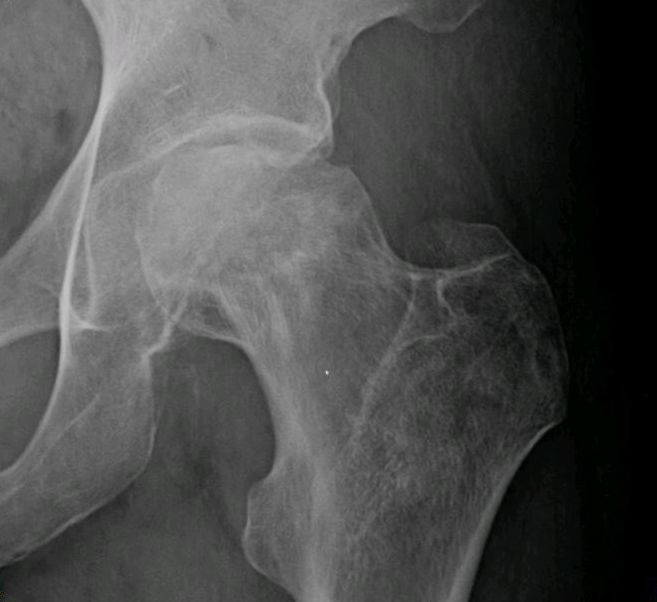
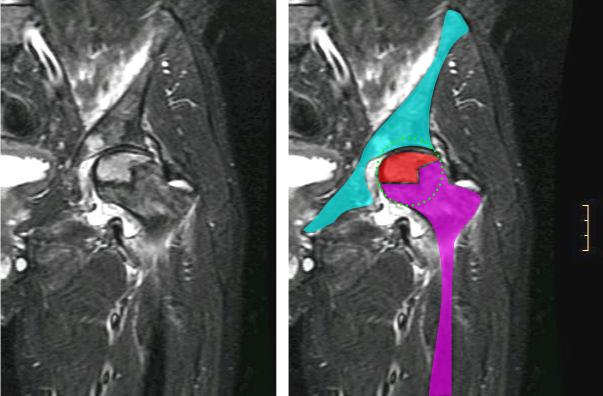